# Amanda Newton

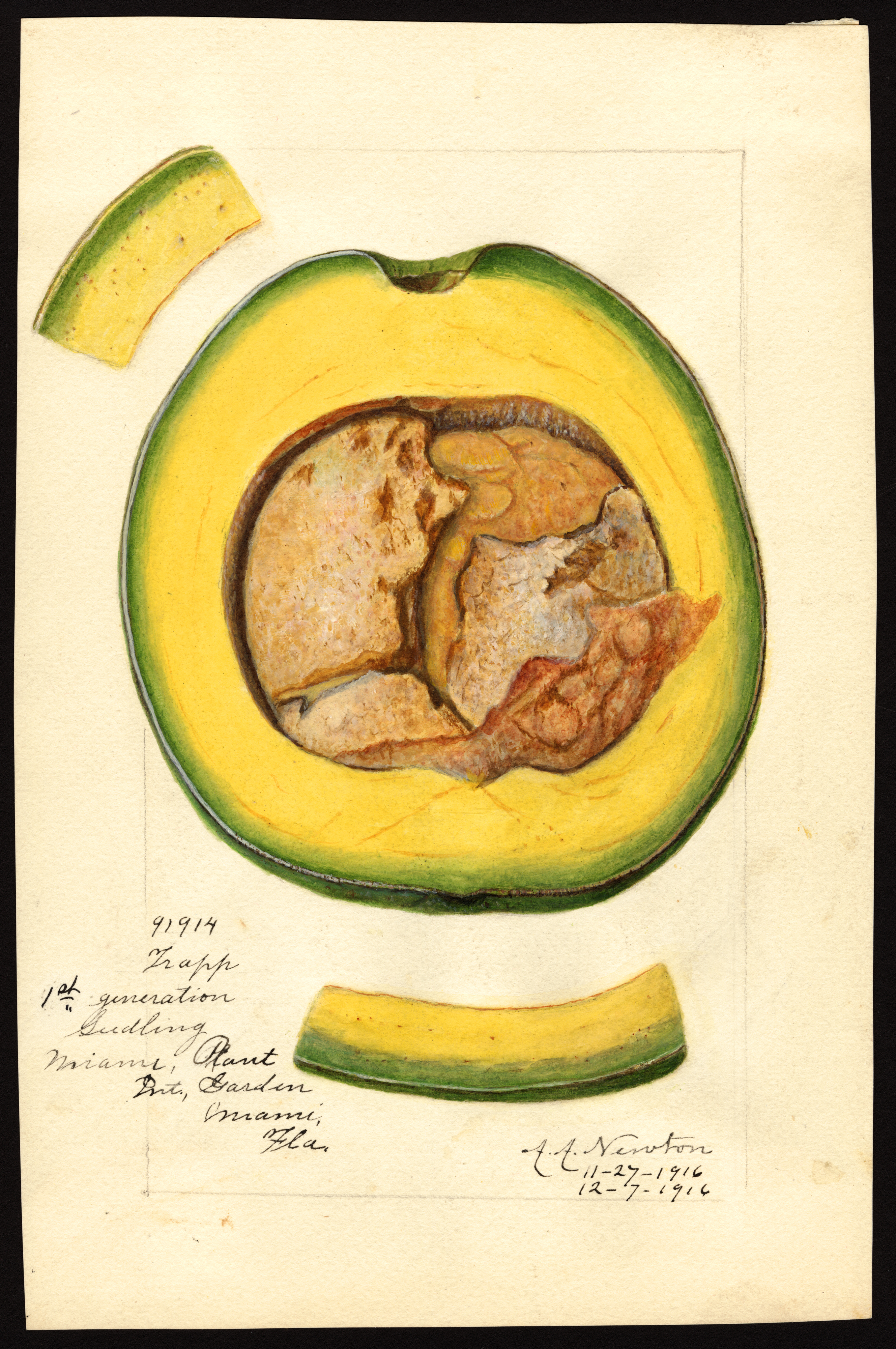
Variedad Trapp de aguacate (especie Persea), con ejemplar originario de Miami, Florida; acuarela de Amanda Newton, 1916.

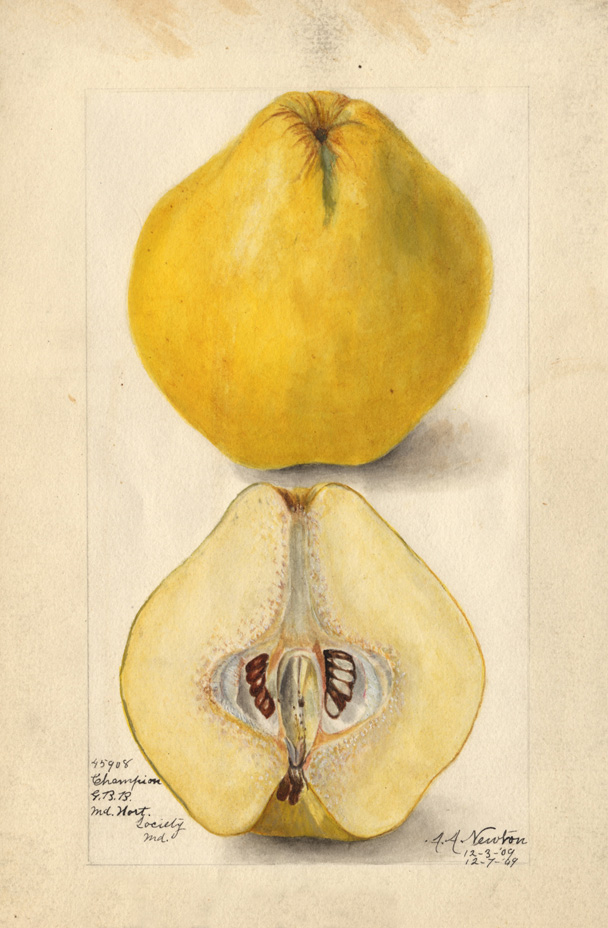
membrillo campeón (Cydonia oblonga); acuarela de Amanda Newton, 1909.

Amanda Almira Newton (c. 1860–1943) fue una ilustradora botánica del Departamento de Agricultura de los Estados Unidos (USDA) que se especializó en acuarelas de frutas. Su trabajo se conserva en la Colección de acuarelas pomológicas del USDA, y es la segunda colaboradora más prolífica de ese archivo de 7600 pinturas. Su trabajo representa aproximadamente una sexta parte del total.

## Biografía
Amanda Almira Newton nació alrededor de 1860. Era nieta de Isaac Newton, que fue primer comisionado del USDA y murió cuando ella era una niña; más adelante su colega en el USDA, Royal Charles Steadman, pintó un retrato de su abuelo para ella.

### Carrera profesional
Newton trabajó para el USDA desde 1896 hasta 1928. Este fue un momento en que las principales regiones productoras de frutas en los Estados Unidos estaban apenas surgiendo, ya que los agricultores trabajaban con el USDA para establecer huertos frutales y expandir los mercados. La fotografía aún no se usaba de forma generalizada como medio documental, por lo que el gobierno confiaba en artistas como Newton para producir dibujos técnicamente precisos para sus publicaciones. Fue una de las más de 50 ilustradoras botánicas calificadas contratadas en este período inicial, entre las que se encontraban Elsie Lower, Ellen Isham Schutt, Royal Charles Steadman y Deborah Griscom Passmore, y fue una de las más prolíficas, produciendo más de 1200 ilustraciones terminadas. acuarelas para el USDA.
La obra de arte de Newton para el USDA cubrió una amplia gama de frutas y nueces, principalmente manzanas, de las cuales hay muchos cientos de ejemplos. También hay pinturas de fresas, ciruelas, cítricos, caquis, aguacates y cerezas, así como frutas que todavía no se cultivan comúnmente en los Estados Unidos continentales, como el níspero y el baobab. La mayoría de sus acuarelas muestran una fruta entera y una media a todo color; algunas (como las pinturas de fresas y cerezas) también muestran follaje. Su estilo es preciso y detallado, combinando líneas vigorosas con sutiles modulaciones cromáticas. Newton firmó su trabajo 'AA Newton'.
Además, a partir de 1896, hizo modelos de cera de unos 300 especímenes de frutas cultivadas o probadas en los Estados Unidos. Fue quien inauguró la producción de estos modelos de cera para el USDA y luego mostró algunos de ellos en la Exposición del Centenario de Tennessee y la Exposición Universal de San Luis 1904. Para esta última exposición, creó algunos modelos que muestran cómo las condiciones ambientales, las prácticas de cultivo y las condiciones de almacenamiento afectan la condición y las cualidades de conservación de la fruta.
Sus pinturas originales se encuentran ahora en la Colección de acuarelas pomológicas de la Biblioteca Nacional de Agricultura del USDA.